# Ганна Нідал
Га́нна Ніда́л (дан. Hannah Nydahl; * 17 квітня 1946 — † 1 квітня, 2007) — дружина Лами Оле Нідала, була вчителем і перекладачем у лінії Карма Каг'ю тибетського буддизму. Пішла з життя 1 квітня 2007 року в Копенгагені, Данія, о 1:43 за місцевим часом.
Під час весільної подорожі в Гімалаях, Ганна та її чоловік зустріли Шістнадцятого Кармапу, духовного голову лінії, ставши його першими західними учнями. Після певного часу медитації та навчання, Шістнадцятий Кармапа попросив Ламу Оле та Ганну створювати медитаційні центри від його імені на Заході.

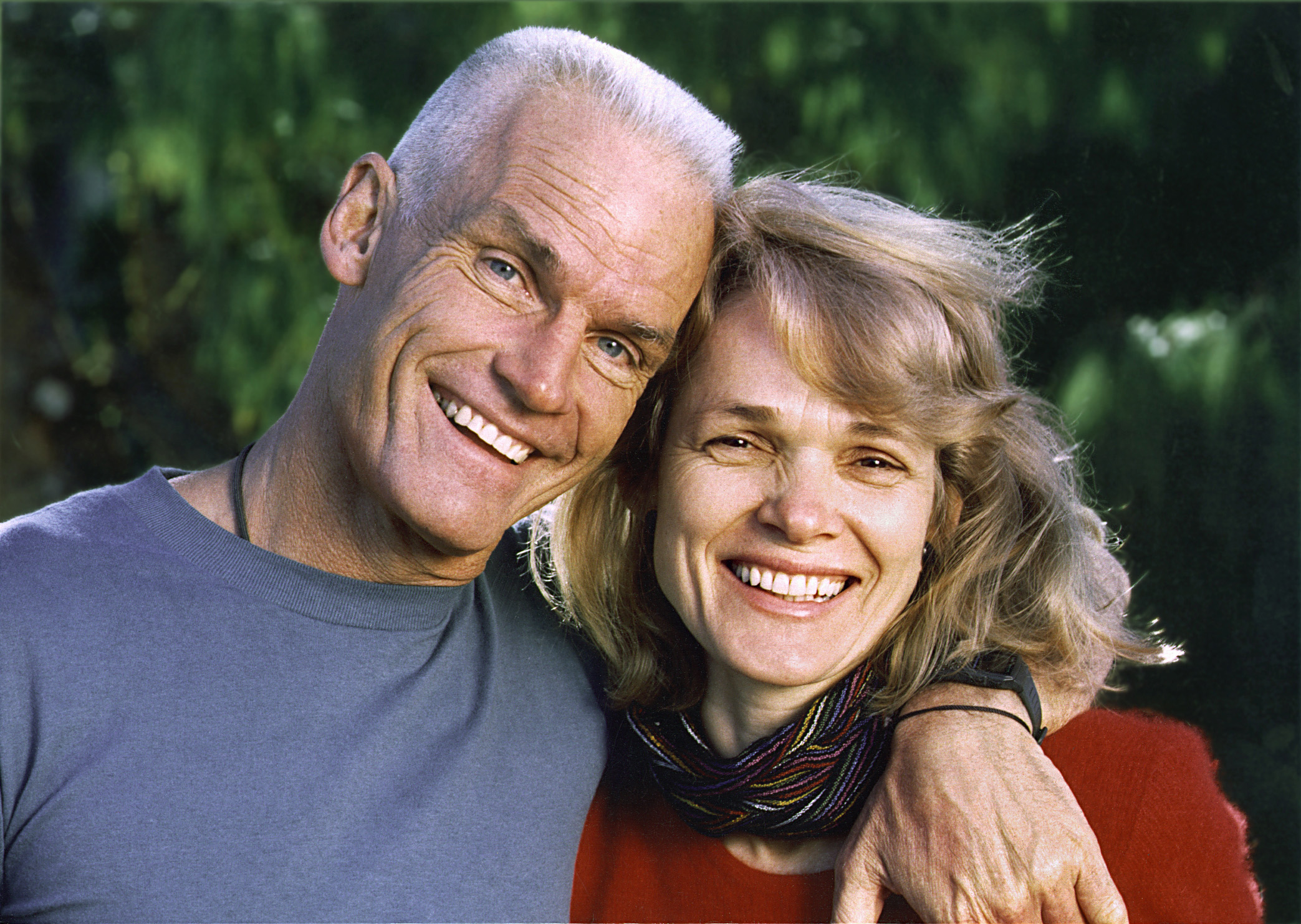
Ганна та Оле Нідал

Ганна переклала багато книжок, статей і медитаційних текстів. Також вона перекладала лекції різноманітних учителів Карма Каг'ю. Вона ділила свій час між подорожами із чоловіком багатьма центрами Буддизму Діамантового Шляху, заснованими ними, та роботою з вчителями та медитаційними центрами на сході. Вона перекладала для лам, які вчили у Міжнародному Буддійському Інституті Кармапи в Нью-Делі, Індія, брала участь у багатьох проектах перекладу буддійских текстів. Ганна була спокійною, чуйною та турботливою.